# Tugimaantee 77
De Tugimaantee 77 is een secundaire weg in Estland. De weg loopt van Kuressaare naar Sääre en is 47,4 kilometer lang. 